# ادوارد کاکسن
آلبرت ادوارد کاکسن (انگلیسی: Albert Edward Coxen؛ ۸ اوت ۱۸۸۰ – ۲۱ نوامبر ۱۹۵۴) هنرپیشه اهل کشور ایالات متحده آمریکا با اصالت بریتانیایی بود.

## گزیده فیلم‌شناسی
از فیلم‌ها یا برنامه‌های تلویزیونی که وی در آن نقش داشته‌است می‌توان به آثار زیر اشاره کرد.
- پروانه (۱۹۱۴)
- مهمان‌نوازی ما